# 默布灵
默布灵是奥地利克恩顿州格兰河畔圣法伊特县的一个市镇。总面积48.73平方公里，总人口1269人，人口密度26.0人/平方公里（2005年）。